# Hamburger Südsee-Expedition

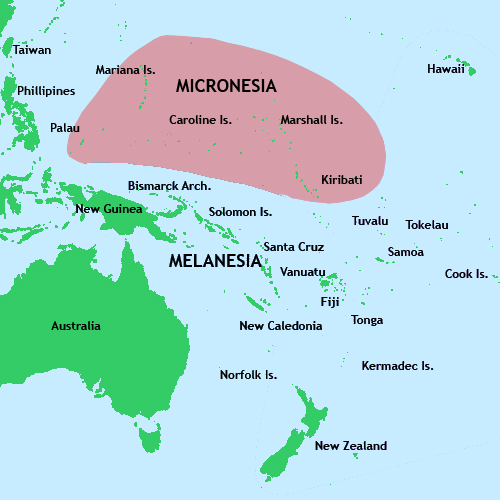
Karte Mikronesiens

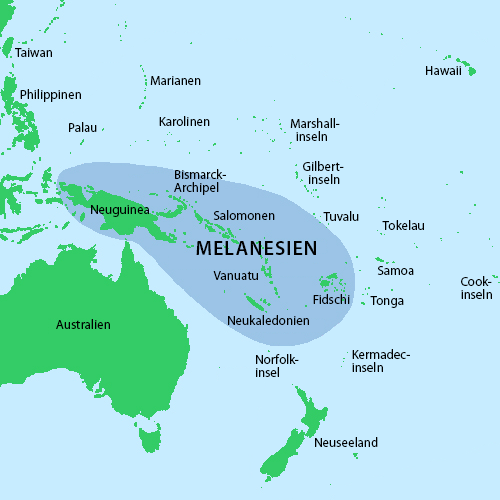
Karte Melanesiens

Die Hamburger Südsee-Expedition war eine zwischen dem 8. Juli 1908 und dem 22. April 1910 durchgeführte Südsee-Expedition ins Bismarck-Archipel und zu den Karolinen, die von der Hamburgischen Wissenschaftlichen Stiftung ausgerüstet worden war.

## Verlauf
Organisiert wurde die Expedition durch den damaligen Leiter des Museums für Völkerkunde Hamburg, Georg Thilenius. Die Expedition fuhr auf Hapag-Dampfer Peiho unter Kapitän Richard Vahsel. Unter der Leitung von Friedrich Fülleborn wurde im ersten Jahr der Reise die Region Melanesien erforscht, im zweiten Jahr dann unter der Leitung von Augustin Krämer das Gebiet in Mikronesien.

## Einordnung
Der Ethnologe und von 1967 bis 1971 Direktor des heutigen Museums am Rothenbaum Hans Fischer, kommt 1981 in seiner Untersuchung der Expedition in Hinblick auf das Zusammenspiel von Ethnologie und der deutschen Kolonialpolitik zu folgendem Schluss:

„Die in Hamburg erhalten gebliebenen Unterlagen (Akten, Briefe, Tagebücher, Fotoplatten) lassen erkennen, mit welch erschreckender Unbefangenheit sich wissenschaftliche Forschung und koloniales Interesse mischten.“

## Beteiligte Personen
- Hans Damm (1895–1972)
- Georg Duncker (1870–1953)
- Anneliese Eilers (1900–1953)
- Friedrich Fülleborn (1866–1933)
- Paul Hambruch (1882–1933)
- Ferdinand Hefele
- Franz Emil Hellwig (1854–1929)
- Robert Herzenberg (1885–1955)
- Augustin Krämer (1865–1941)
- Elisabeth Krämer-Bannow (1874–1945)
- Wilhelm Müller (1881–1916)
- Hans Nevermann (1902–1982)
- Otto Reche (1879–1966)
- Ernst Gotthilf Sarfert (1882–1937)
- Georg Thilenius (1868–1937)

## Publikation
Die Ergebnisse der Forschungsreise wurden im Rahmen einer Publikationsreihe, den Ergebnissen der Südsee-Expedition 1908–1910, bis in die 1950er-Jahre veröffentlicht. Dabei standen zumeist die ethnografischen Befunde im Mittelpunkt. Die Bände wurden zunächst von Georg Thilenius herausgegeben. Sie erschienen ab 1914 in Hamburg bei Friederichsen, ab 1929 bei Friederichsen & De Gruyter.
Die Gesamtreihe folgt der Gliederung:
- 1: Allgemeines
- 2: Ethnographie A: Melanesien
- 2: Ethnographie B: Mikronesien

Im Folgenden sind die einzelnen Bände, Teilbände, sowie die jeweiligen Autoren und Autorinnen aufgeführt.

### Allgemeines
- Allgemeines. Georg Thilenius. Friederichsen, Hamburg 1927 (Online)
  - Darin enthalten:
    - „Plan der Expedition“, Georg Thilenius
    - „Tagebuch der Expedition“, Fran Emil Hellwig
    - „Nautik und Meteorologie (I. Reisejahr)“, Ferdinand Hefele
    - „Die Untersuchung der gesammelten Gesteinsproben (I. u. II. Reisejahr)“, R. Herzenberg

### Ethnographie

#### Melanesien
- Band 1: Der Kaiserin-Augusta-Fluss. Otto Reche. Friederichsen, Hamburg 1913
- Band 2: St. Matthias-Gruppe. Hans Nevermann. Friederichsen, De Gruyter, Hamburg 1933
- Band 3: Admiralitäts-Inseln. Hans Nevermann. Friederichsen, De Gruyter, Hamburg 1934
- Band 4: Nova Britannia. Otto Reche
  - Teilband 1: Entdeckungsgeschichte. Die Reise der „Pheio“ nach Nova Britannia. Geologie und Geographie. Tier- und Pflanzenwelt. Beiträge zu Anthropologie. Friederichsen, Hamburg 1954

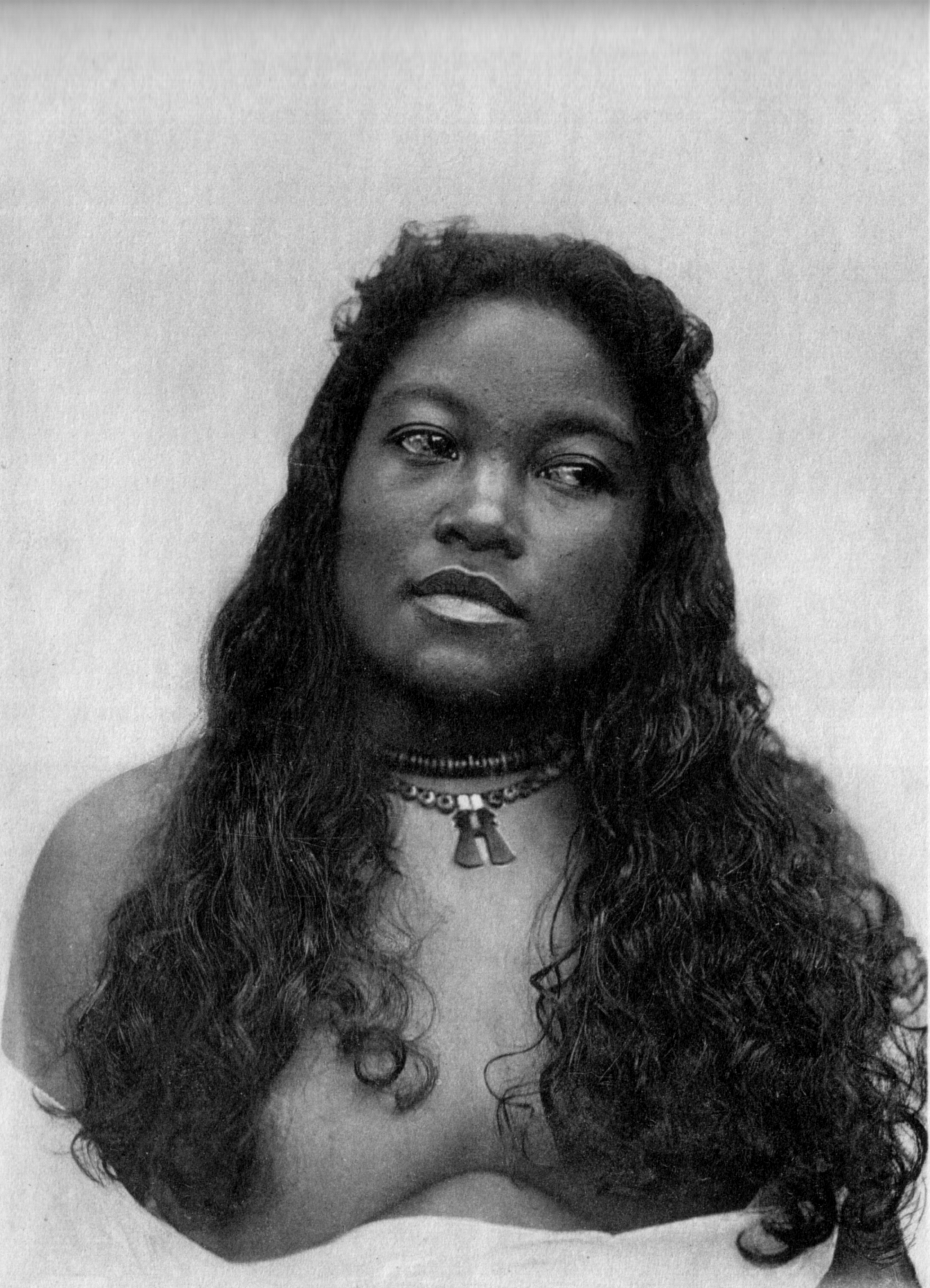
Auf der Expedition aufgenommenes Foto einer Frau von der Insel Jaluit in der Ralik-Kette (Marshallinseln) mit traditionellen Halsband.

#### Mikronesien
- Band 1: Nauru. Paul Hambruch[3]
  - Halbband 1: Friederichsen, Hamburg 1914 (Online)
  - Halbband 2: Friederichsen, Hamburg 1915 (Online)
- Band 2: Yap. Wilhelm Müller (1881–1916)
  - Halbband 1: Friederichsen, Hamburg 1917 (Online)
  - Halbband 2: Texte. Friederichsen, Hamburg 1918 (Online)
- Band 3: Palau. Augustin Krämer
  - Teilband 1: Abteilung I: Entdeckungsgeschichte. Abteilung II: Geographie. Friederichsen, Hamburg 1917 (Online)
  - Teilband 2: Abteilung III: Siedelungen, Bezirke, Dörfer, Verfassung. Abteilung IV: Demographie, Anthropologie, Sprache. Friederichsen, Hamburg 1919 (Online)
  - Teilband 3: Abteilung V: Stoffliches. Abteilung VI: Geistige Kultur. Friederichsen, Hamburg 1926 (Online)
  - Teilband 4: Abteilung VII: Geschichten und Gesänge. Abteilung VIII: Botanischer, Zoologischer und Palauwörter-Index. Friederichsen, De Gruyter, Hamburg 1929 (Online)
  - Teilband 5: Abteilung IX: Zierkunst und Kulturvergleich. Abteilung X: Baiverzeichnis. Friederichsen, De Gruyter, Hamburg 1929 (Online)
- Band 4: Kusae. Ernst Gotthilf Sarfert
  - Teil 1: Allgemeiner Teil und materielle Kultur. Friederichsen, Hamburg 1919 (Online)
  - Teil 2: Geistige Kultur. Friederichsen, Hamburg 1920 (Online)
- Band 5: Truk. Augustin Krämer. Friederichsen, De Gruyter, Hamburg 1932 (Online)
- Band 6: Inseln um Truk (Central-Karolinen Ost). Augustin Krämer
  - Halbband 1: Lukunór-Inseln und Námoluk, Lósap und Nama, Lëmárafat, Namonuito oder Onóun, Pollap-Támatam. Friederichsen, De Gruyter, Hamburg 1935 (Online)
  - Halbband 2: Polowat, Hok und Satowal. nach den Aufzeichnungen von Hambruch und Sarfert bearb. von Hans Damm. Friederichsen, De Gruyter, Hamburg 1935 (Online)
- Band 7: Ponape. Paul Hambruch und Anneliese Eilers
  - Teilband 1: Allgemeiner Teil: Geschichte, Geographie, Sprache, Eingeborene Verfasser. Paul Hambruch. Friederichsen, De Gruyter, Hamburg 1932 (Online)
  - Teilband 2: Gesellschaft und geistige Kultur, Wirtschaft und stoffliche Kultur Verfasser. Paul Hambruch und Anneliese Eilers. Friederichsen, De Gruyter, Hamburg 1936
  - Teilband 3: Die Ruinen. Ponapegeschichten. Paul Hambruch. Friederichsen, De Gruyter, Hamburg 1936 (Online)
- Band 8: Inseln um Ponape: Kapingamarangi, Nukuor, Ngatik, Mokil, Pingelap. Anneliese Eilers. Friederichsen, De Gruyter, Hamburg 1934
- Band 9: Westkarolinen. Anneliese Eilers
  - Halbband 1: Songosor, Pur, Merir. Friederichsen, De Gruyter, Hamburg 1935
  - Halbband 2: Tobi und Ngulu. Anneliese Eilers. Friederichsen, De Gruyter, Hamburg 1936
- Band 10: Zentralkarolinen. Augustin Krämer
  - Halbband 1: Lámotrek-gruppe, Oleai, Feis. Augustin Krämer. Friederichsen, De Gruyter, Hamburg 1937 (Online)
  - Halbband 2: Ifaluk, Aurepik, Faraulip, Sorol, Mogemog. Nach den Aufzeichnungen von Paul Hambruch und Ernst Sarfert. Bearb. von Hans Damm. Friederichsen, De Gruyter, Hamburg 1938
- Band 11: Ralik-Ratak (Marshallinseln). Augustin Krämer und Hans Nevermann. Friederichsen, De Gruyter, Hamburg 1938
- Band 12: Luangiua und Nukumanu: mit Anhang über Sikayana, Nuguria, Tauu und Carteret-Inseln. Nach den Aufzeichnungen von Ernst Sarfert. Bearb. von Hans Damm.
  - Halbband 1: Allgemeiner Teil und Materielle Kultur. Friederichsen, De Gruyter, Hamburg 1929
  - Halbband 2: Soziale Verhältnisse und Geisteskultur. Friederichsen, De Gruyter, Hamburg 1931